# Biserica de lemn din Tău

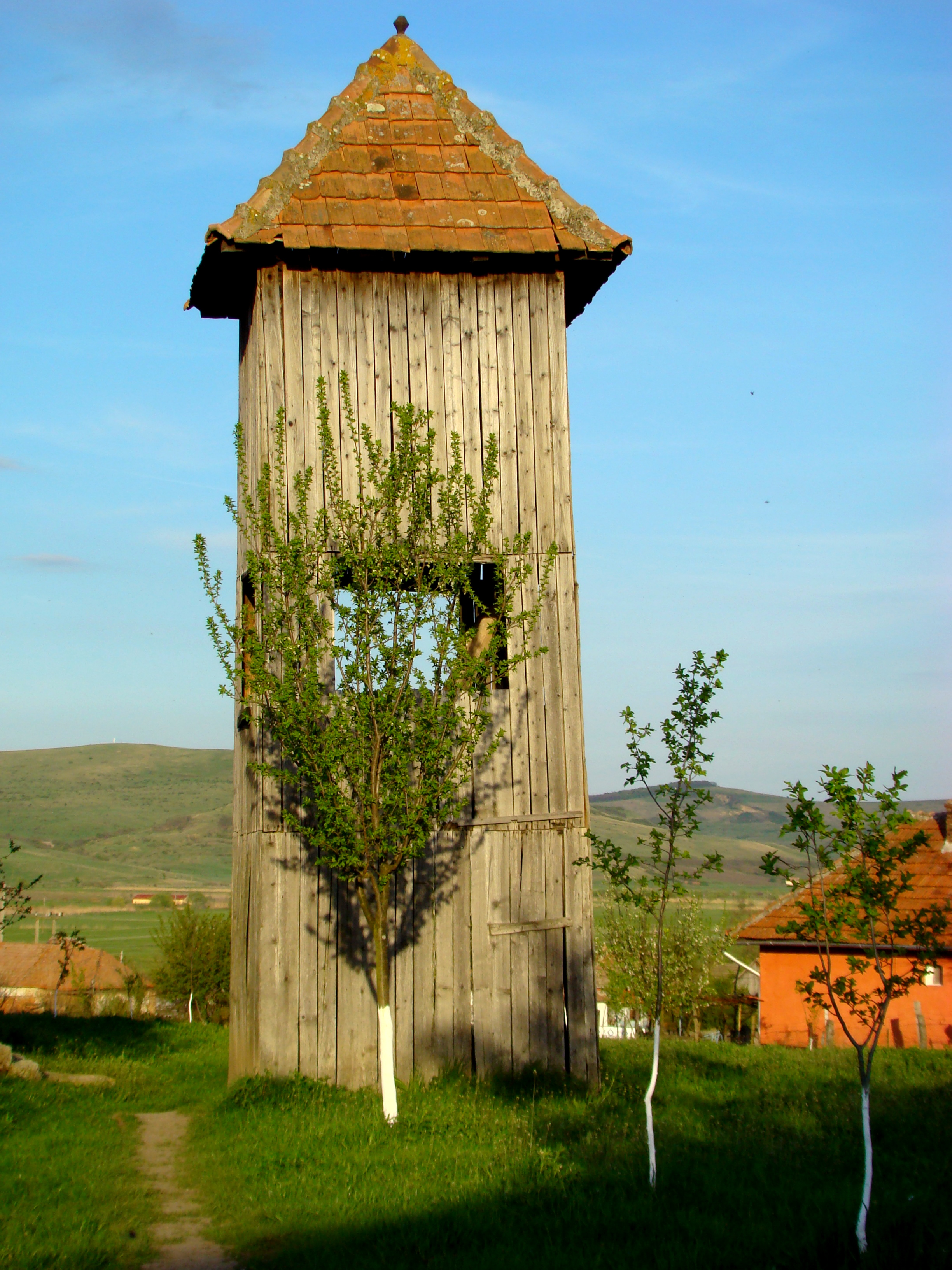
Clopotnița de lemn

Biserica de lemn din Tău, aflată în localitatea cu același nume din comuna Roșia de Secaș, județul Alba, datează din secolul XVIII.. Hramul bisericii este „Sfântul Gheorghe”. Biserica este înscrisă pe noua listă a monumentelor istorice sub codul:  AB-II-a-B-00370.

## Istoric și trăsături
Considerente de ordin istoric și constructiv fixează construcția în sec. al XVIII-lea, anul1820 marcând o etapă importantă de renovare, prin prelungirea, cu cel puțin trei metri, a navei spre vest și lărgirea pereților absidei. Acest lăcaș este posibil să fi fost edificat în 1733, fiind atestat de istoricul parohiei din anul 1780. Pereții înscriu un plan dreptunghiular cu absida, care este decroșată, poligonală cu cinci laturi. Lungimea totală a construcției este de 16 m, înălțimea și lățimea fiind de 6 m. Bârnele pereților au o grosime de 10 cm și lățimea de 20 cm. În interior decorația din anul 1820 a fost realizată de Sava, zugravul din Laz, peste o pictură veche. Biserica adăpostește și șapte icoane pe lemn și un clopot inscripționat în anul 1834, chiar dacă proveniența lui nu este cunoscută. 

## Imagini din exterior

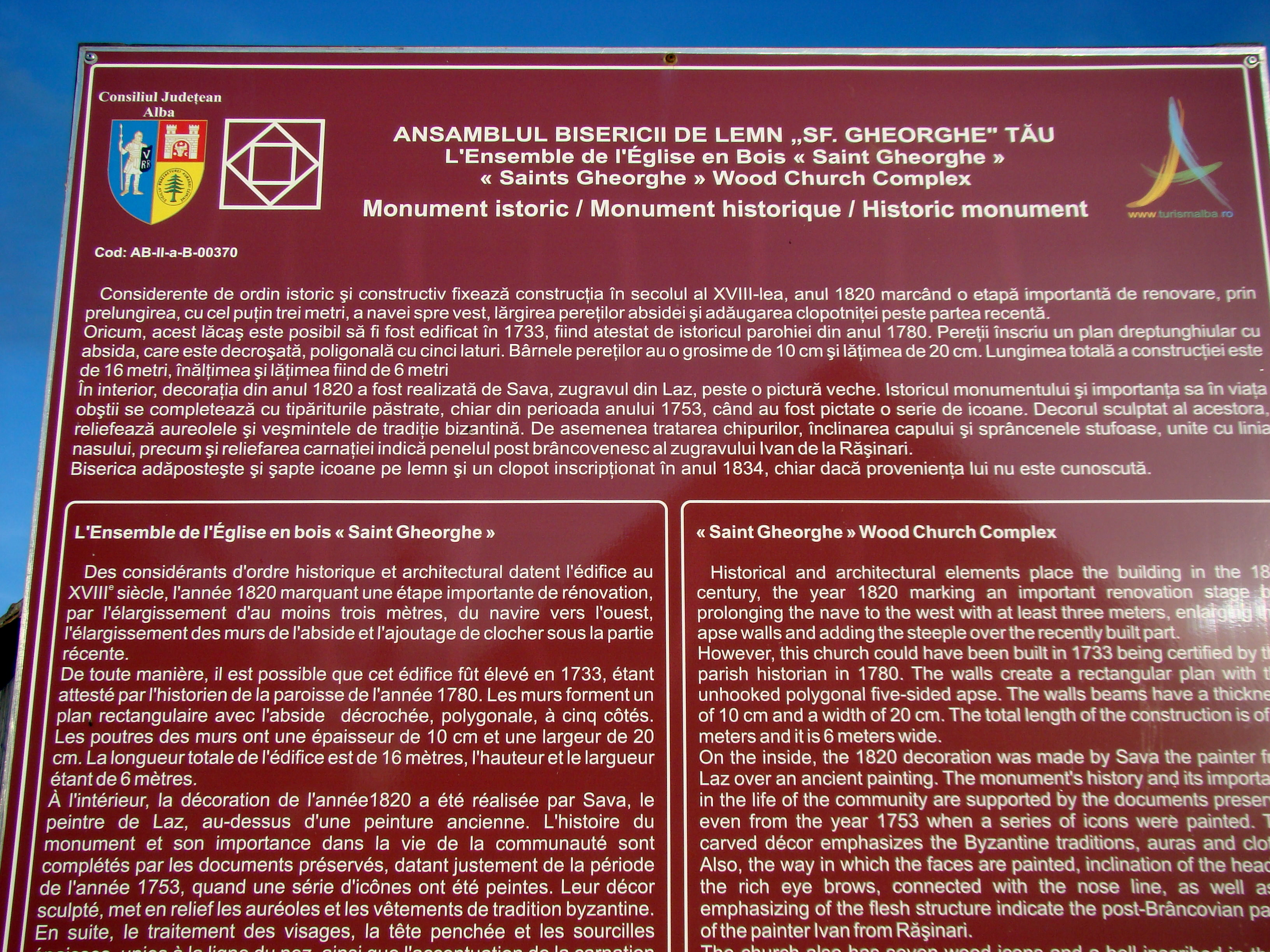
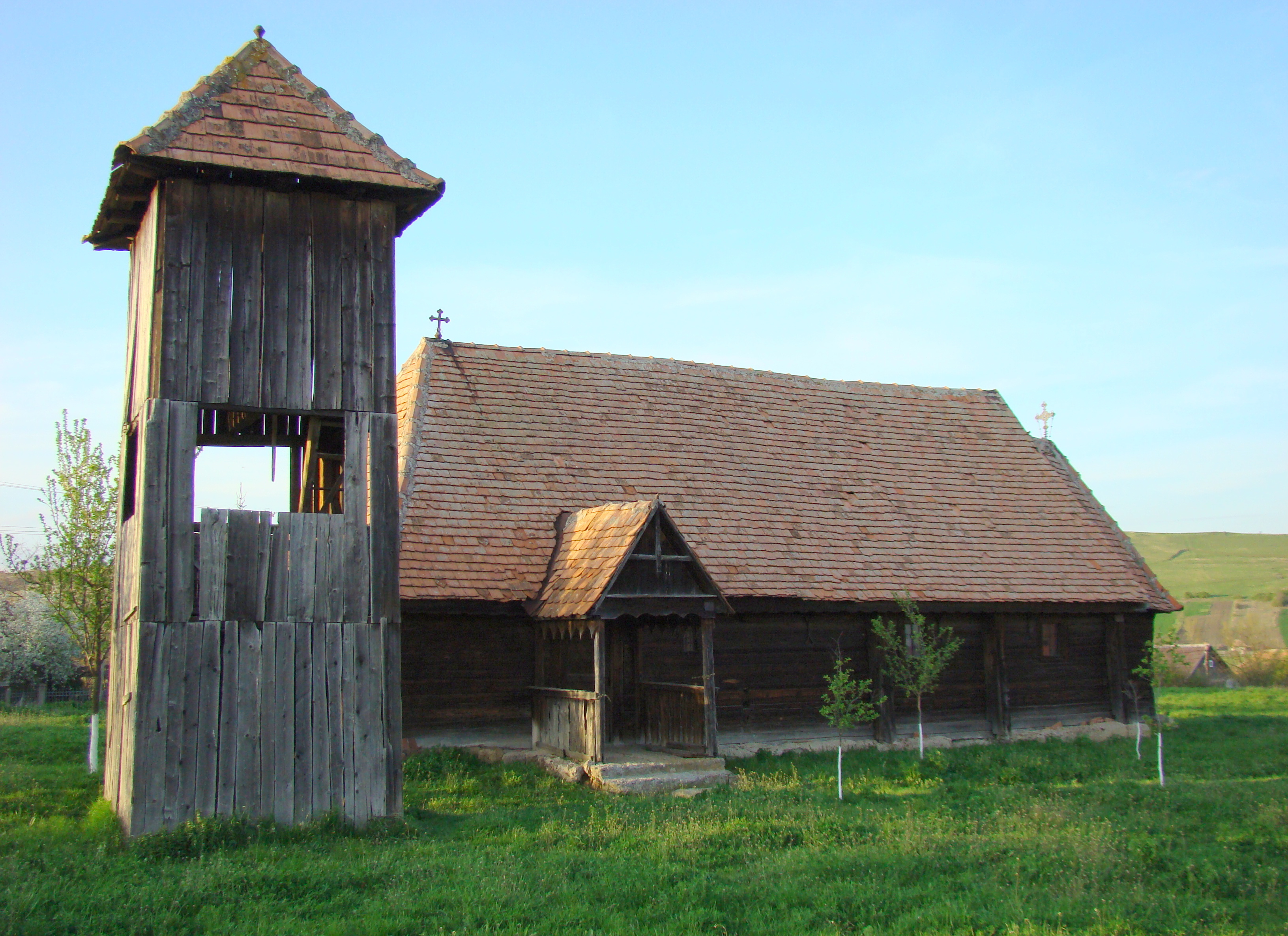
Vedere de ansamblu
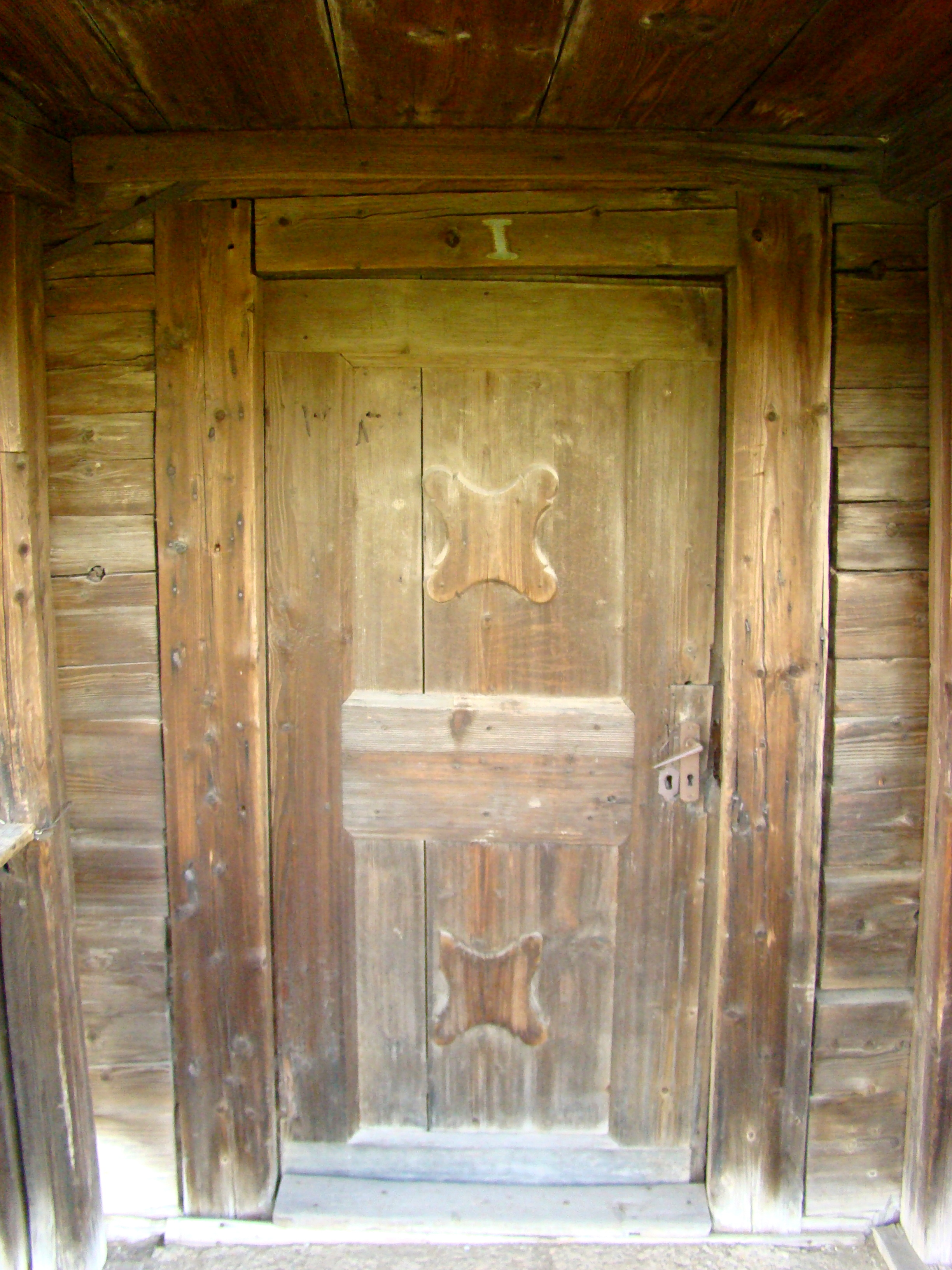
Intrarea în biserică
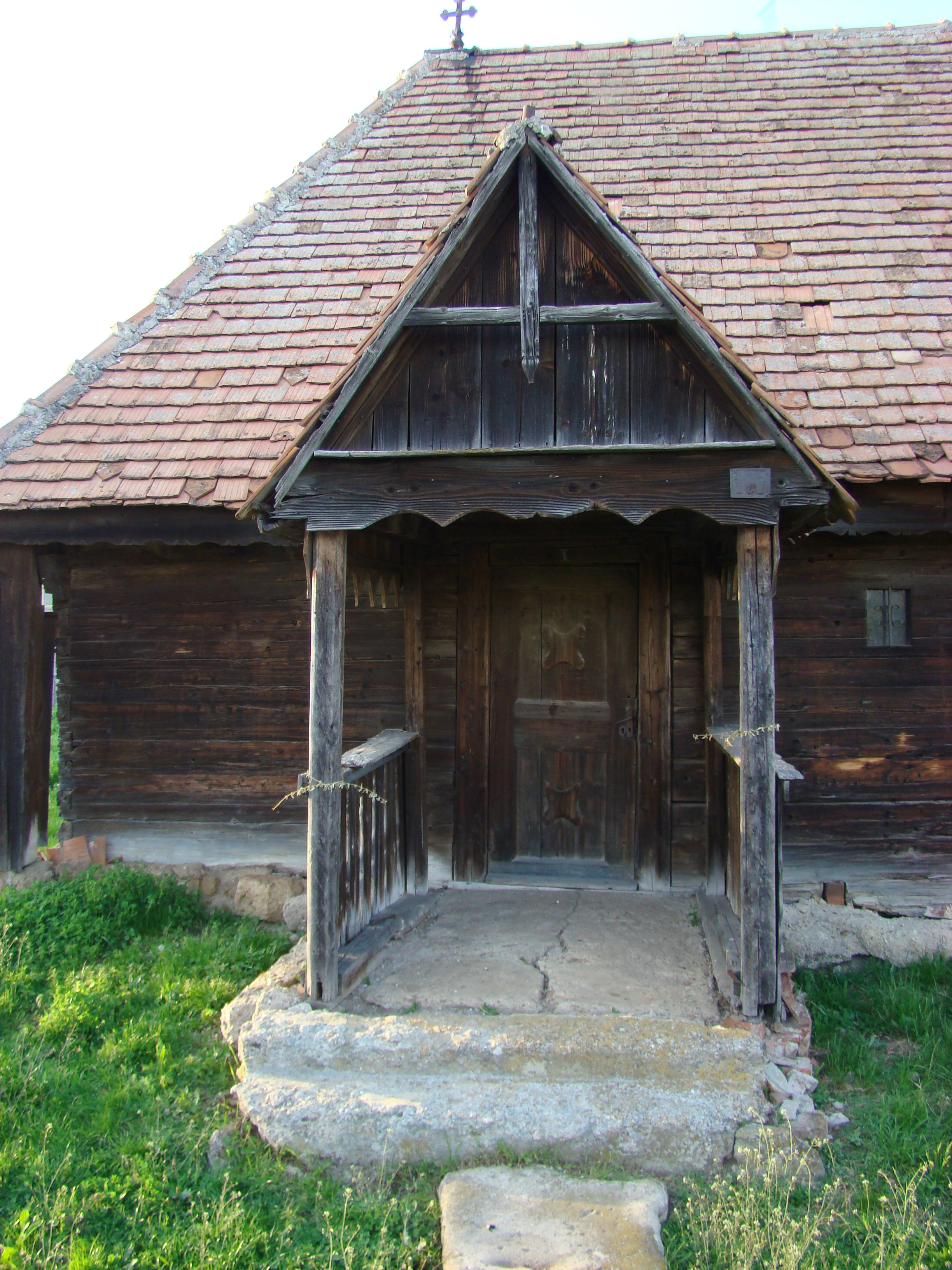
Micul pridvor
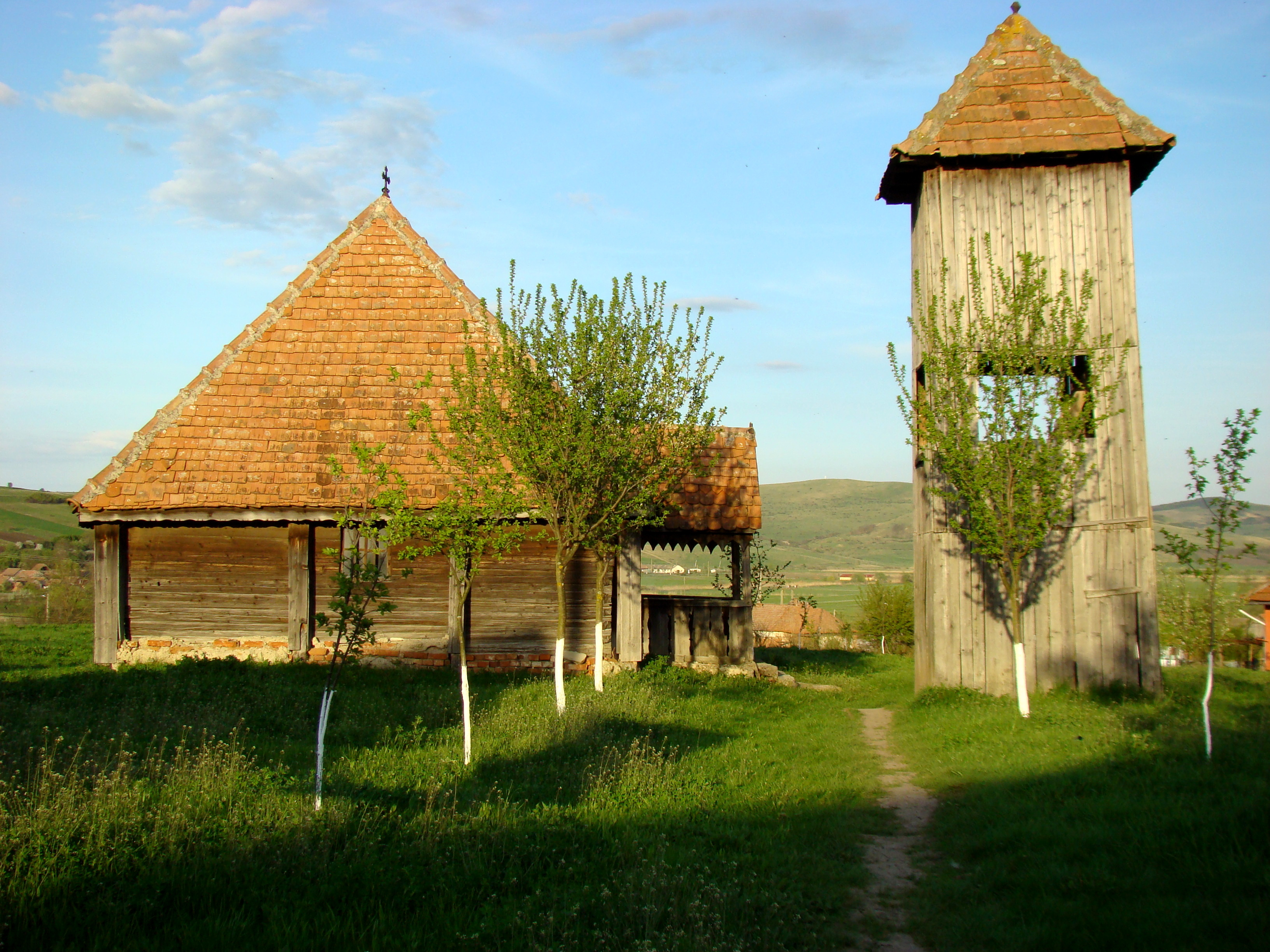
Vedere vestică a bisericii
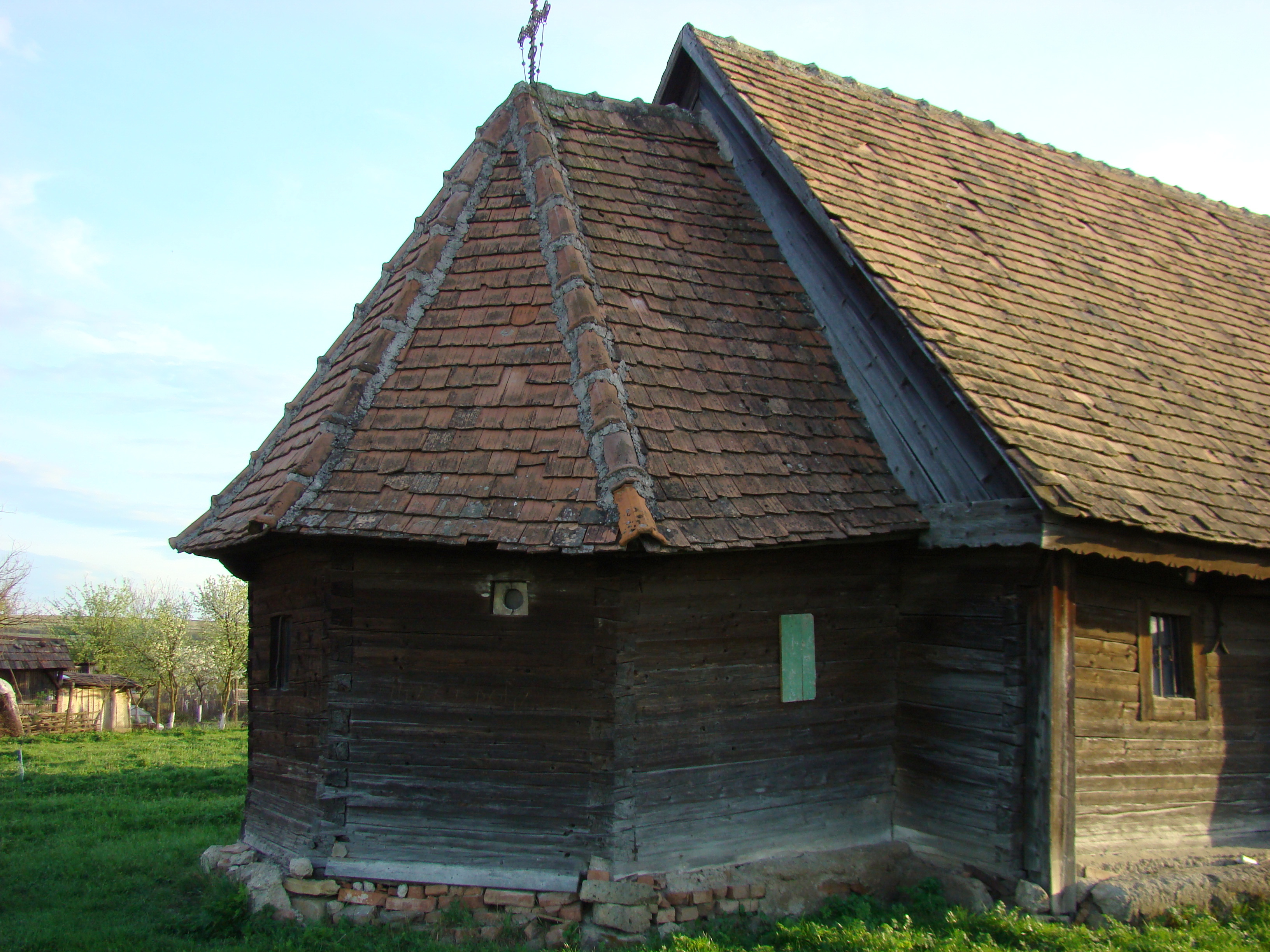
Absida altarului
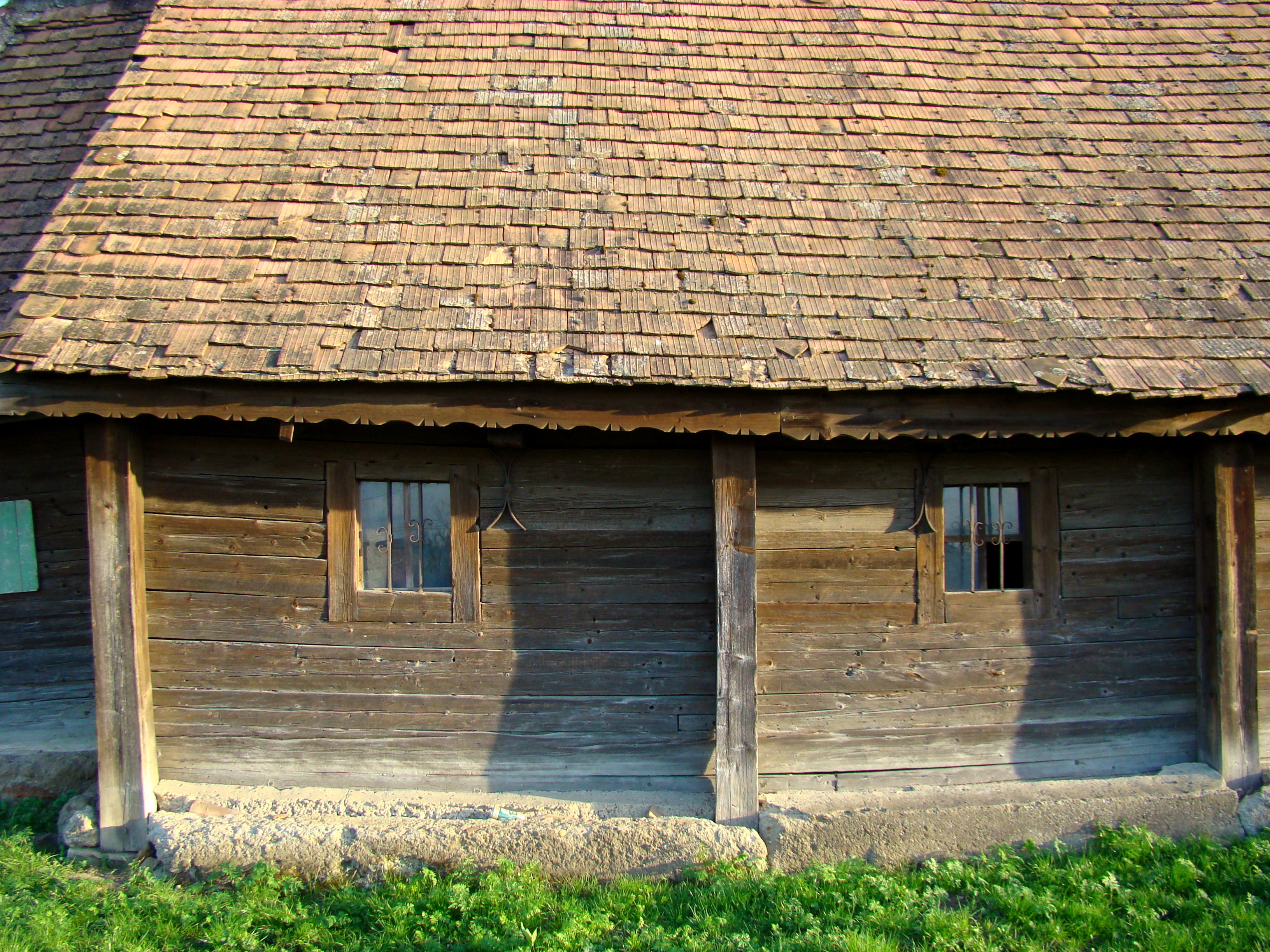
Detaliu pereţi
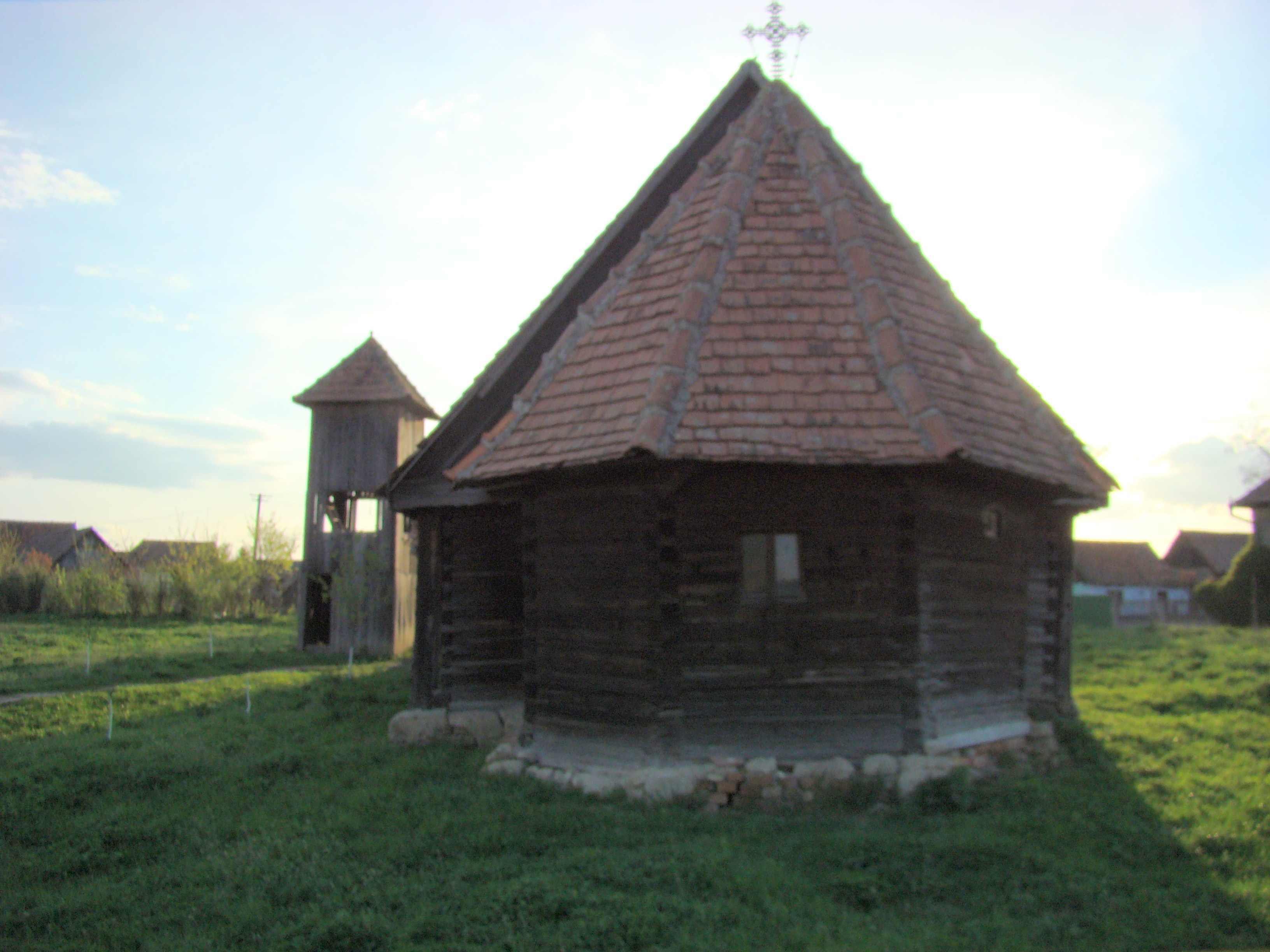
Vedere din est a bisericii
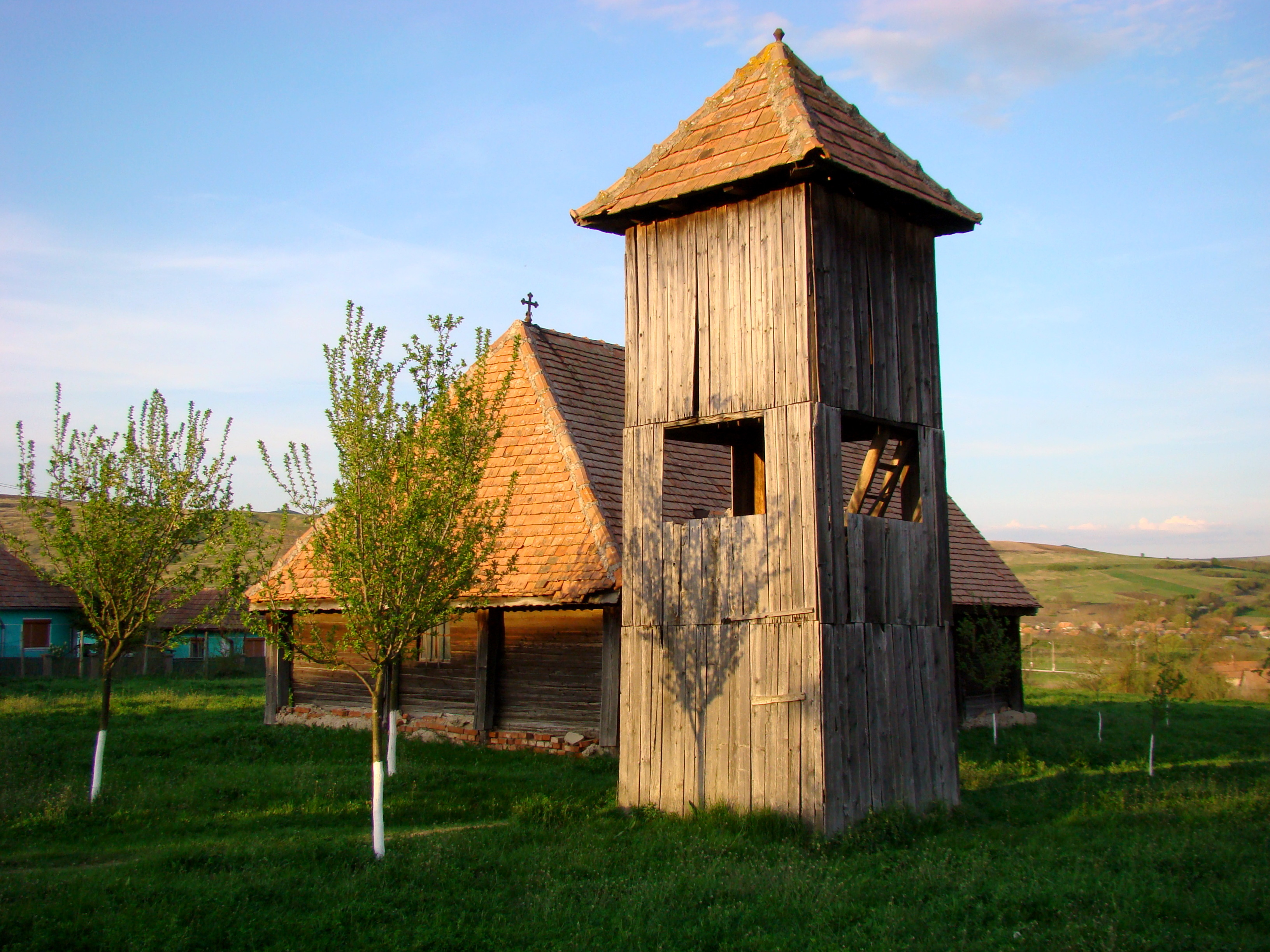
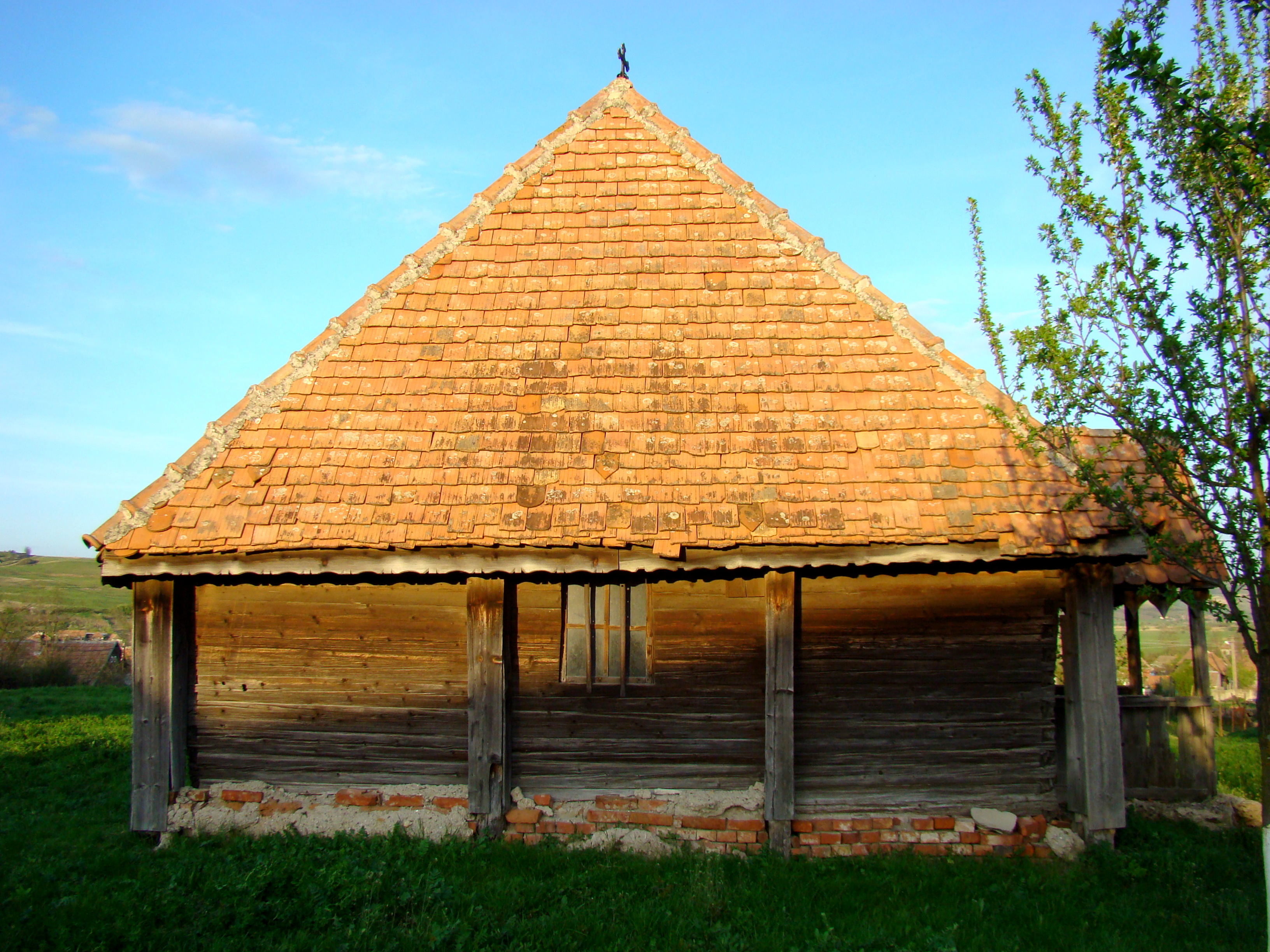
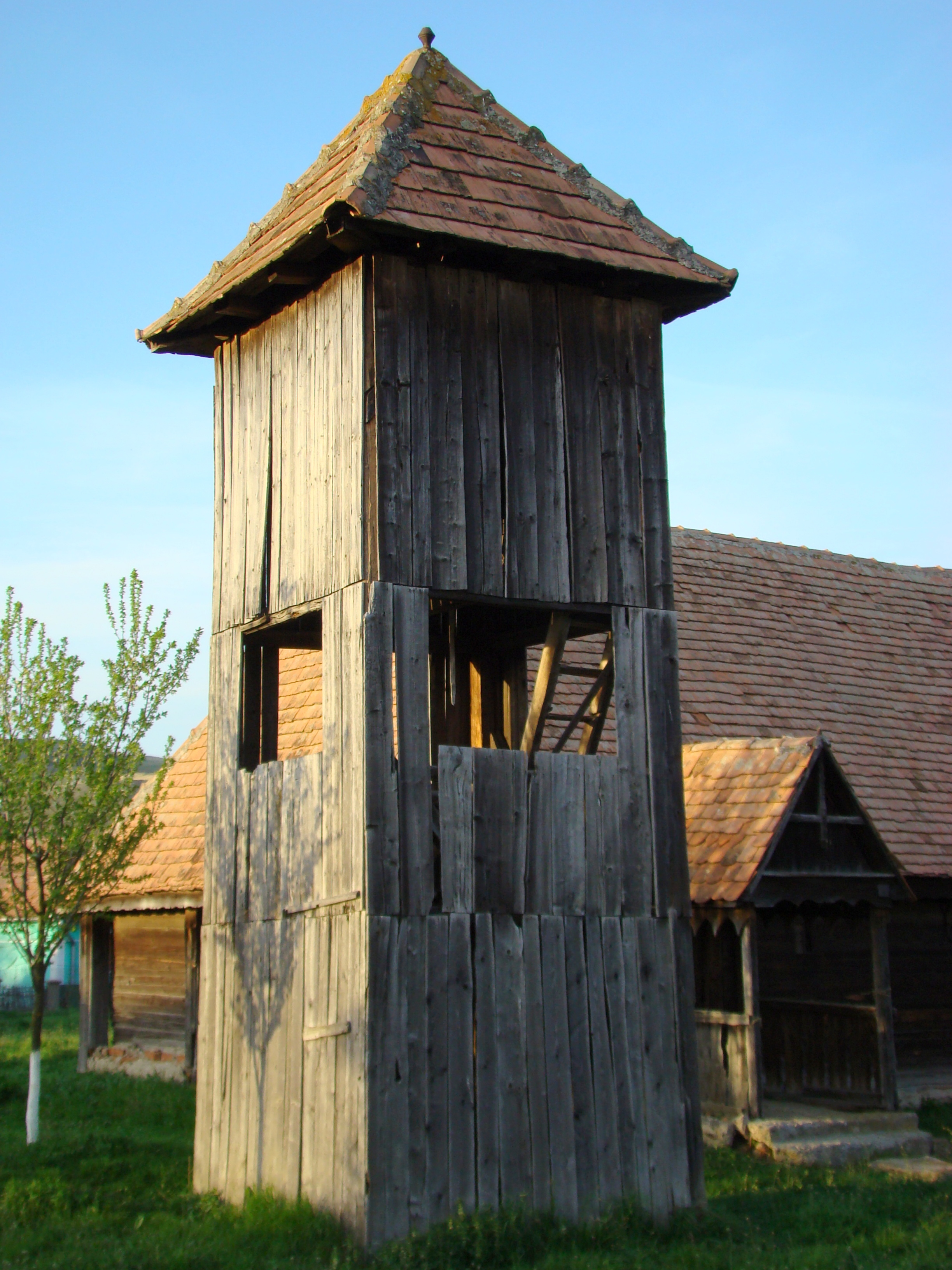
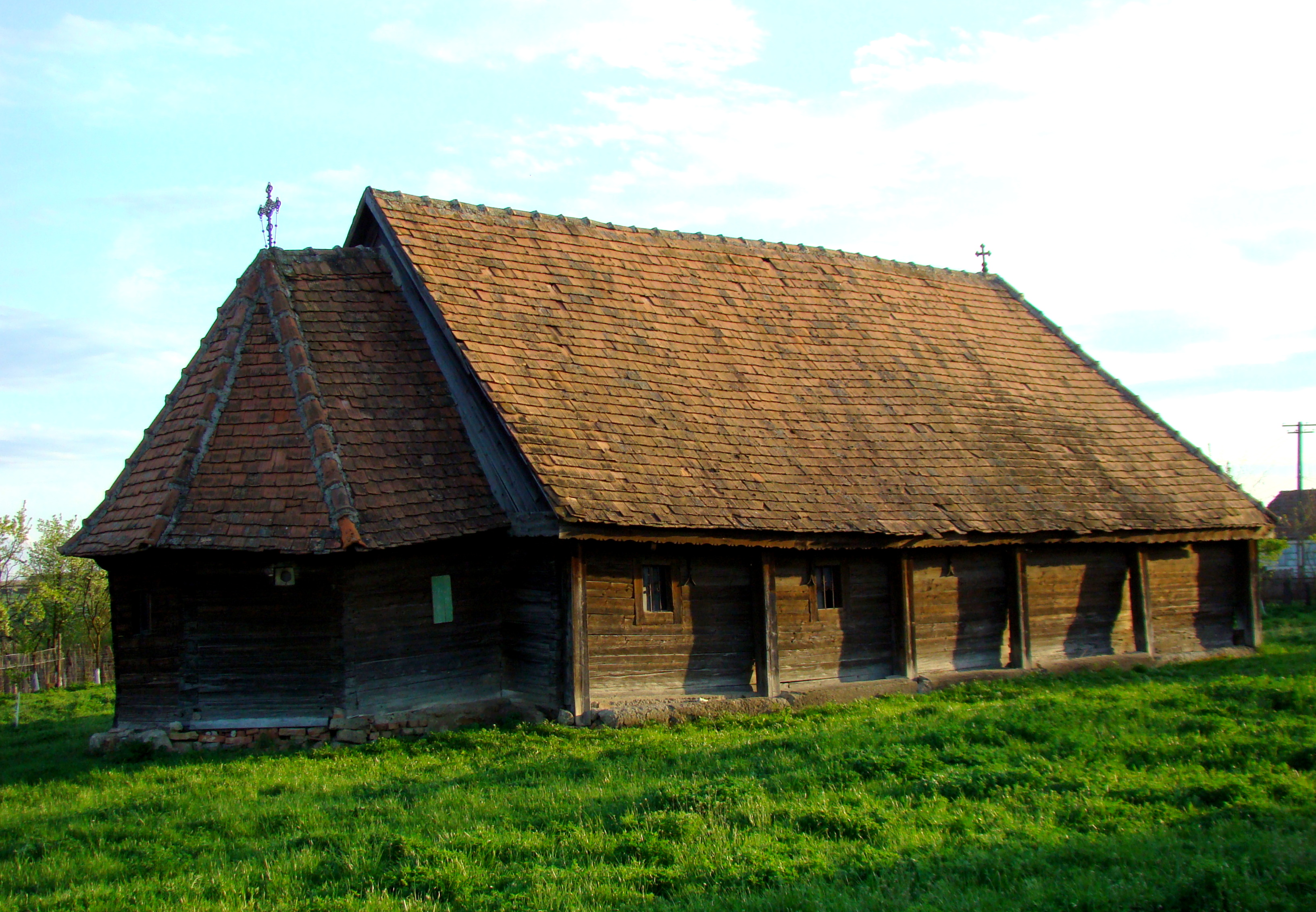
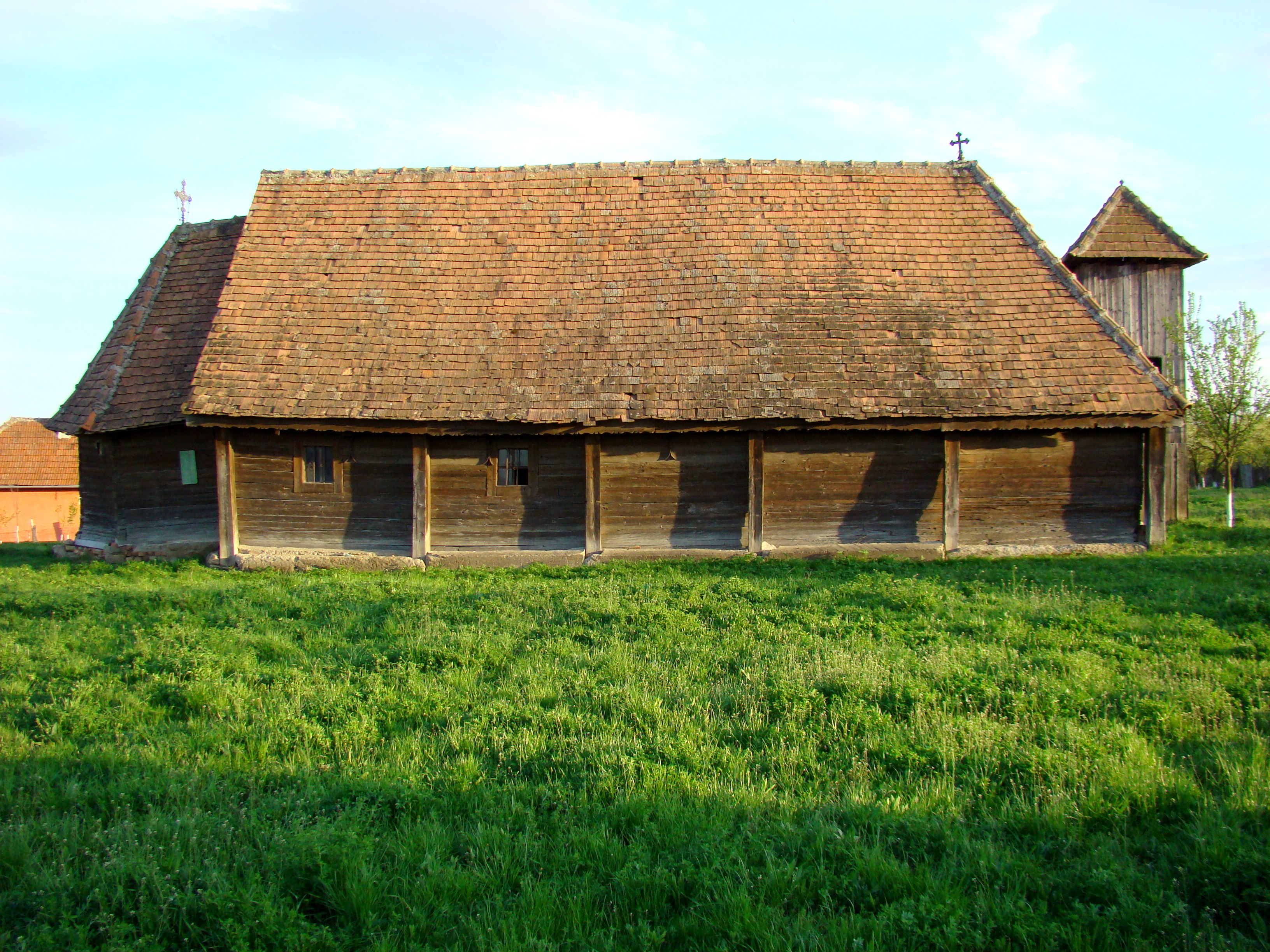

## Imagini din interior

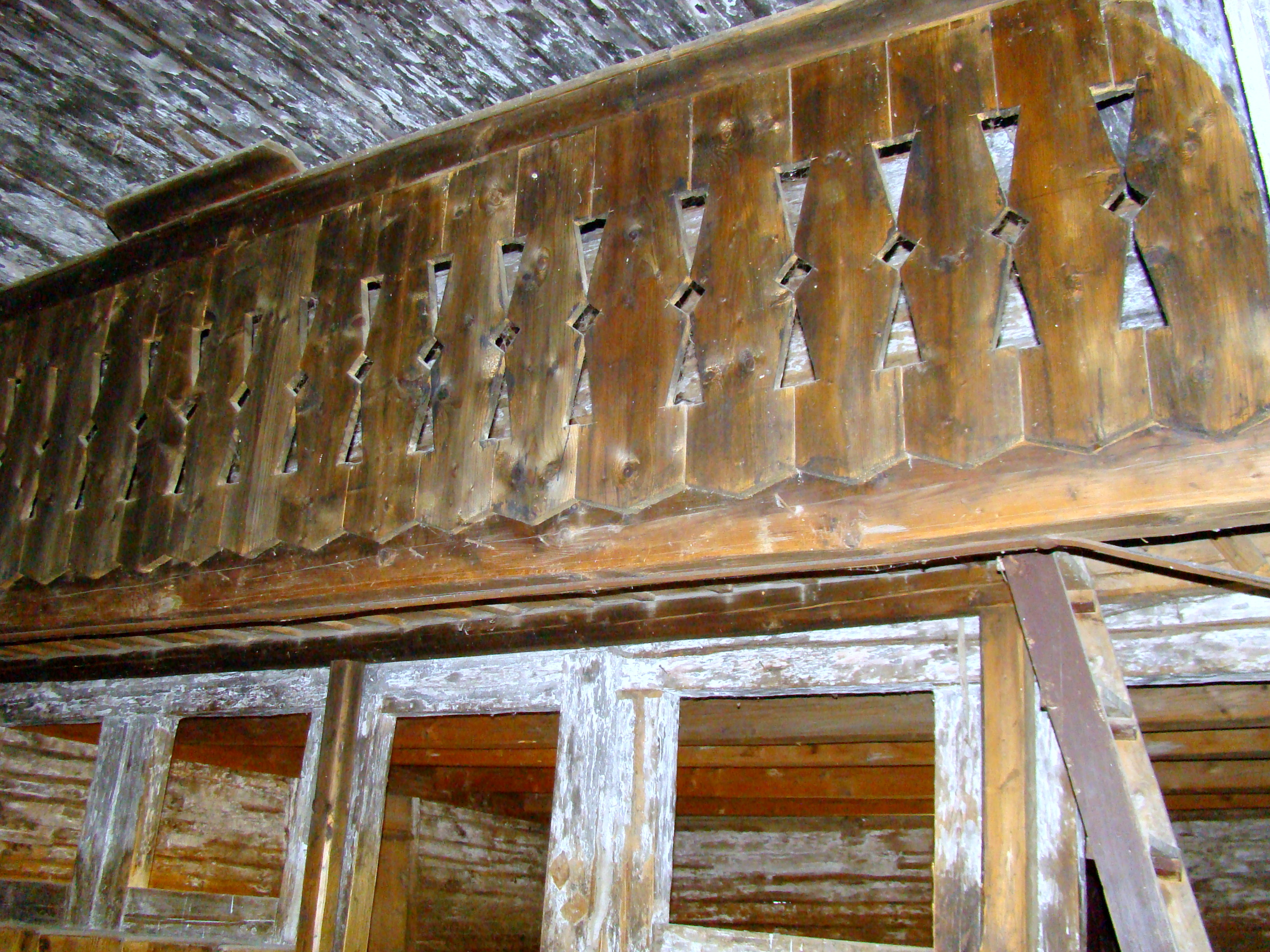
Parapetul cu decor traforat al balconului
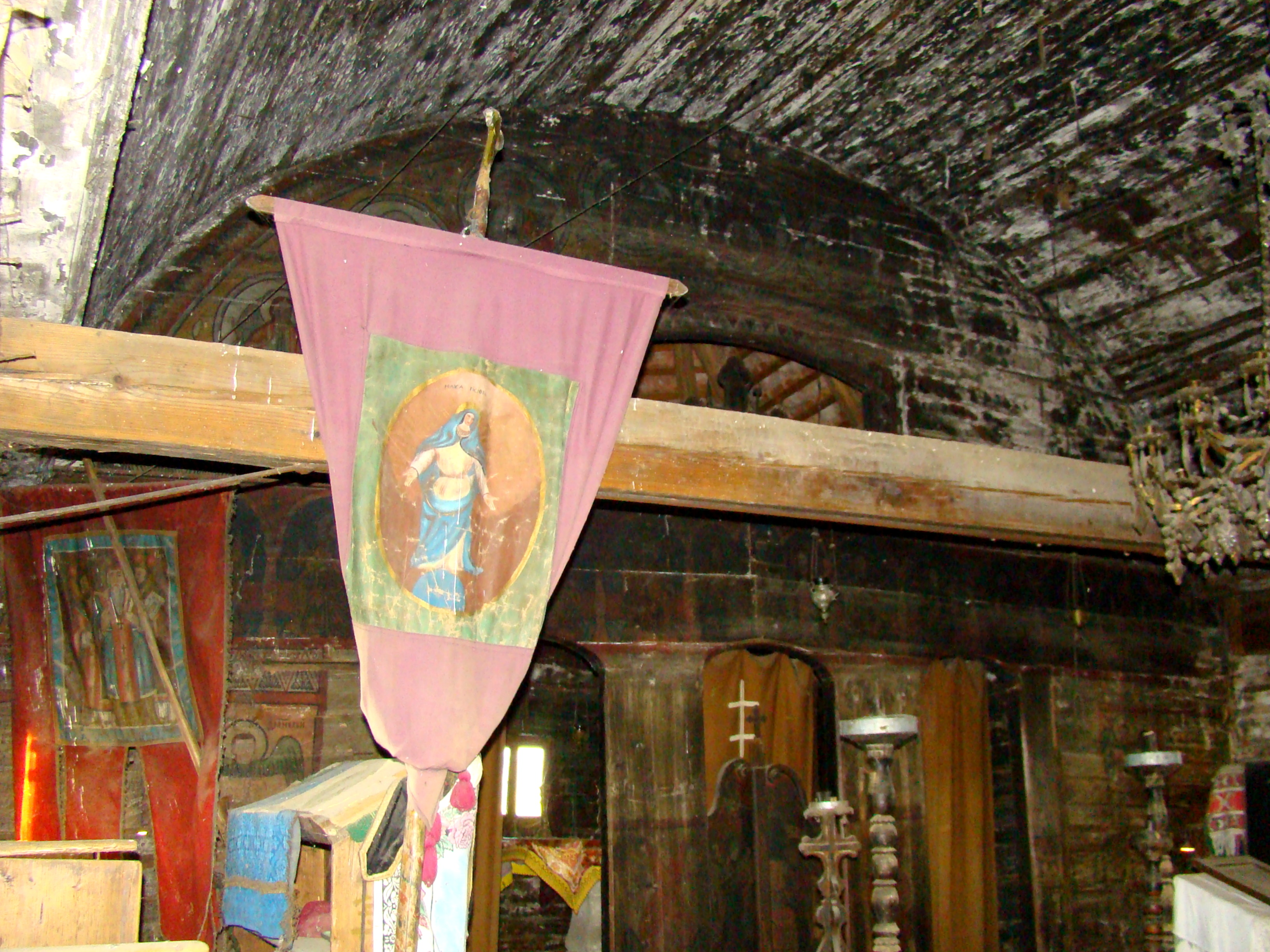
Iconostasul bisericii văzut din naos
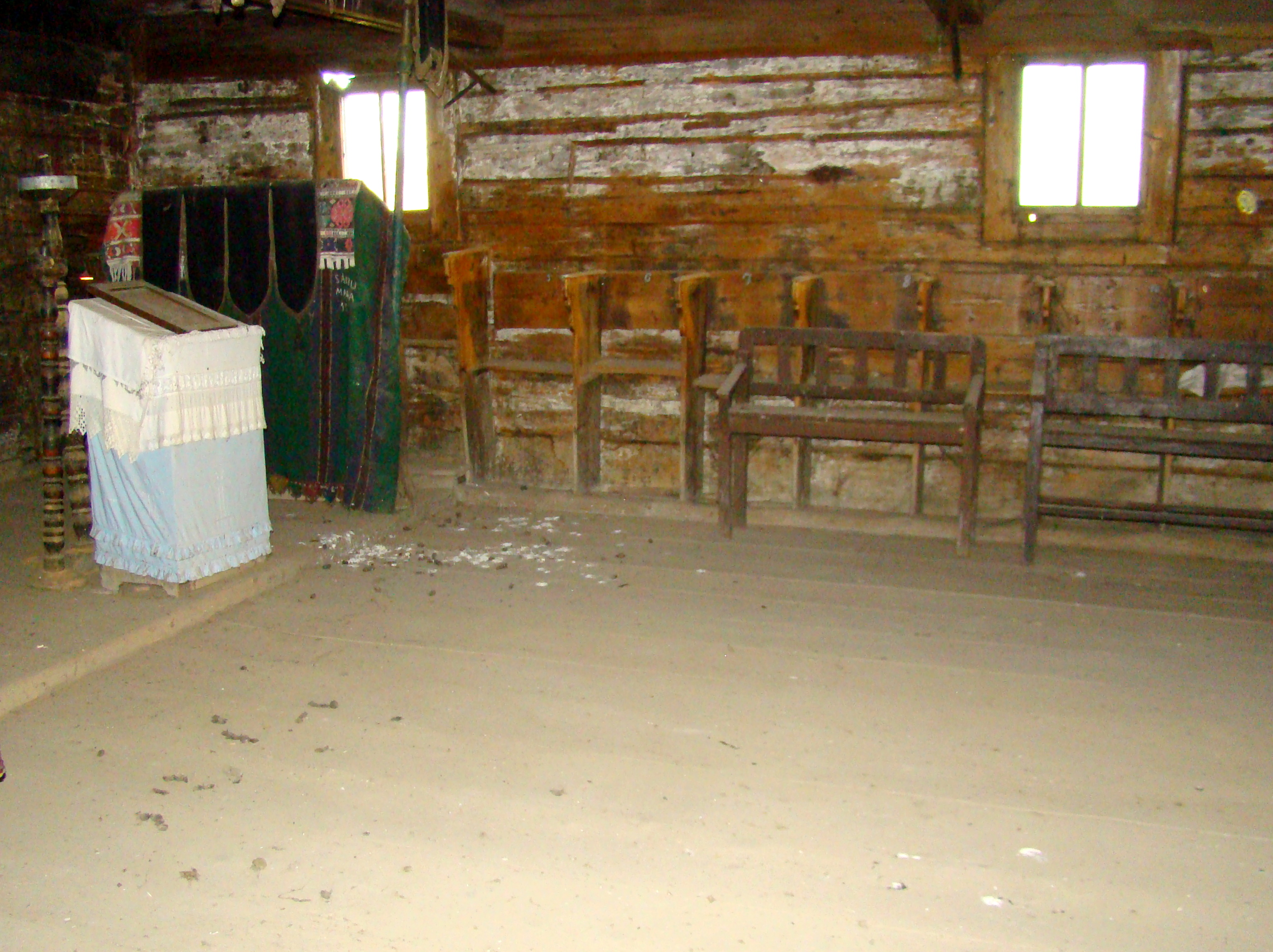
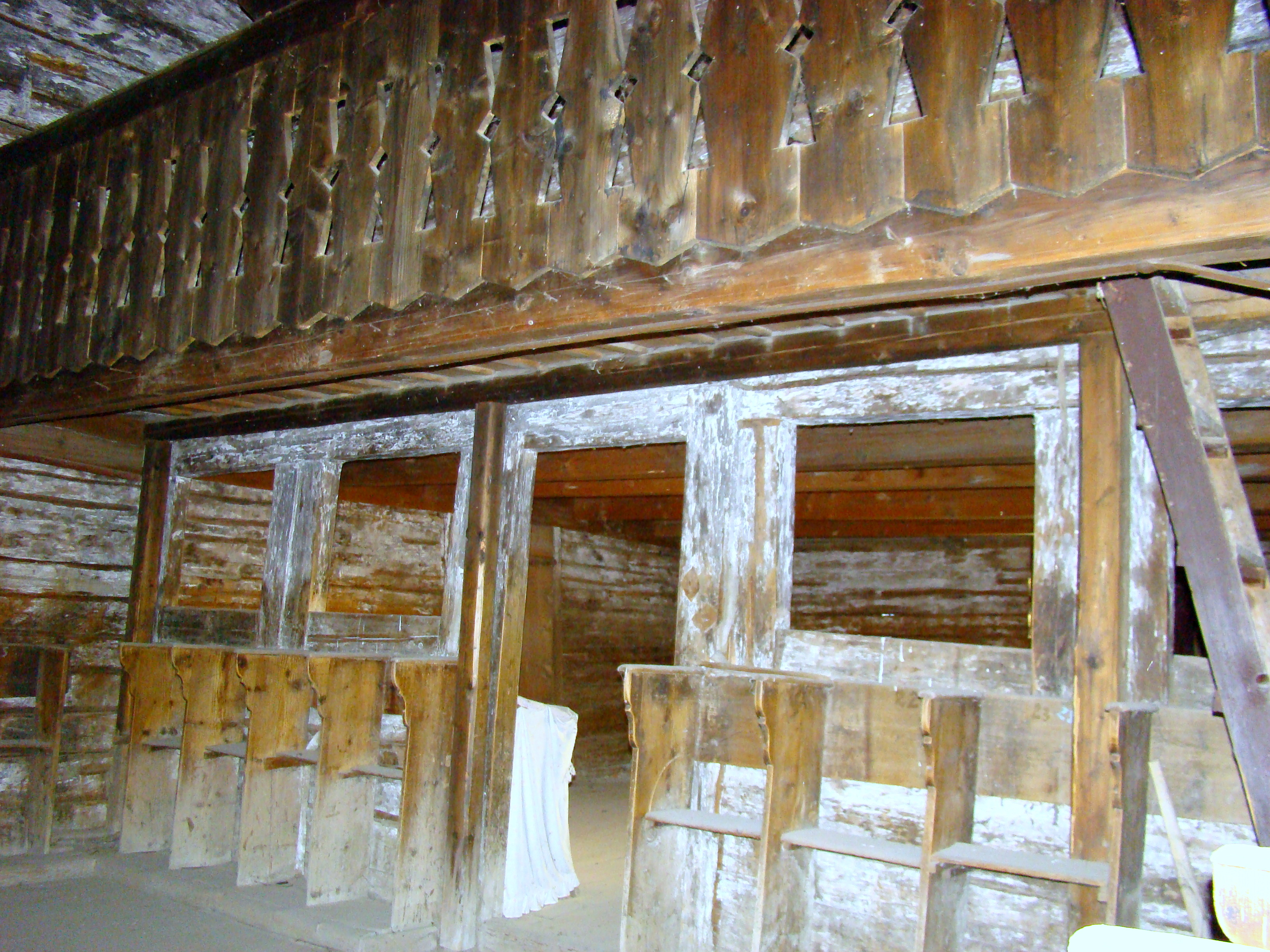
Peretele ce desparte naosul de pronaos. Vedere din naos